# Erodium tataricum
Erodium tataricum är en näveväxtart som beskrevs av Carl Ludwig von Willdenow. Erodium tataricum ingår i släktet skatnävor, och familjen näveväxter. Inga underarter finns listade i Catalogue of Life.